# Logiques sous-structurelles
Les logiques sous-structurelles sont des logiques mathématiques où certaines règles d'inférence ne sont pas utilisées ou ont une utilisation restreinte.
En particulier, par rapport à la logique classique ou à la logique intuitionniste, il leur manque la règle de contraction qui dit peu ou prou que si on peut faire un raisonnement avec une même hypothèse invoquée deux fois, on peut faire le même raisonnement sans dupliquer cette hypothèse et la règle d'affaiblissement qui permet d'éliminer  de l'ensemble des hypothèses une hypothèse inutilisée dans le raisonnement.
La logique linéaire est une logique sous-structurelle.